# Lorenz (Familienname)
Lorenz ist ein deutscher Familienname.

## Herkunft und Bedeutung
Der Name Lorenz ist die deutsche Ableitung des lateinischen Rufnamen Laurentius. Er ist das Patronym des Vornamens „Lorenz“.
Etymologie: Patronym

## Varianten
- Lorentz, Lorenc
- Lorenzen, Lenz (Kurzform)
- Schweizerisch: Lore(t)z
- französisch: Laurent
- italienisch: Lorenzo, Lorenzoni
- spanisch: Lorenzo,
- portugiesisch: Lourenço,
- englisch: Laurence bzw. Lawrence,
- polnisch: Wawrzyniec

## Namensträger

### A
- Adolf Lorenz (Mediziner, 1852) (1852–1923), deutscher Arzt und Homöopath
- Adolf Lorenz (Mediziner, 1854) (1854–1946), österreichisch-schlesischer Mediziner und Orthopäde
- Adolf Lorenz (General) (1925–???), deutscher Brigadegeneral
- Adolf Friedrich Lorenz (1884–1962), deutscher Denkmalpfleger und Architekt
- Adolf Julius Lorenz (1882–1970), deutscher Architekt
- Aïda Lorenz (* 1947), deutsche Psychologin
- Albert Lorenz (1816–1887), deutscher Musiker und Komponist
- Alexander Lorenz (* 1978), deutscher Fußballspieler
- Alfred Lorenz (Fußballspieler), deutscher Fußballspieler
- Alfred Lorenz (Politiker) (1893–1958), deutscher Politiker, Bürgermeister von Planitz und Kamenz
- Alfred Ottokar Lorenz (1868–1939), deutscher Musikwissenschaftler
- Andreas Lorenz (Politiker, 1937) (1937–2023), deutscher Politiker (CDU), MdL Nordrhein-Westfalen
- Andreas Lorenz (Korrespondent) (* 1952), deutscher Journalist
- Andreas Lorenz (Journalist) (1962–2024), deutscher Journalist
- Andreas Lorenz (Politiker, 1971) (* 1971), deutscher Politiker (CSU), MdL Bayern
- Anika Lorenz (* 1990), deutsche Regattaseglerin
- Anton Lorenz (Politiker, 1771) (1771–1838), deutscher Politiker, MdL Baden
- Anton Lorenz (Designer) (1861–1964), ungarisch-deutscher Möbeldesigner und Unternehmer
- Anton Lorenz (Politiker, 1888) (1888–1960), deutscher Politiker (CDU), MdL Mecklenburg-Vorpommern
- Antonia Lorenz-Birk (* 1980), deutsche Klarinettistin
- Arne Lorenz (* 1962), deutscher Regisseur und Autor
- Artur Lorenz (* 1864), Eisenbahner, Stadtverordneter in Königsberg (Pr.) in Widerstand gegen den Nationalsozialismus
- Astrid Lorenz (* 1975), deutsche Politikwissenschaftlerin
- August Lorenz (1883–1963), deutscher Politiker (SPD)

### B
- Barbara Lorenz, Maskenbildnerin
- Barbara Lorenz-Allendorff (* 1955), deutsche Politikerin
- Bernd Lorenz (Tischtennisspieler) (* um 1944), deutscher Tischtennisspieler
- Bernd Lorenz (Fußballspieler) (1947–2005), deutscher Fußballspieler
- Bernd Lorenz (Bibliothekar) (* 1948), deutscher Klassischer Philologe und Bibliothekar
- Bernhard Lorenz (1889–1969), deutscher Kommunalpolitiker und Widerstandskämpfer gegen den Nationalsozialismus
- Birgit Lorenz (* 1963), deutsche Eiskunstläuferin
- Brigitte Ulbricht-Lorenz (1918–2005), deutsche Scherenschnittkünstlerin

### C
- Carl Lorenz (Ingenieur) (1844–1889), deutscher Techniker, Erfinder und Industrieller
- Carl Lorenz (Pädagoge) (1851–1914), deutscher Pädagoge
- Carl Lorenz (Maler, 1871) (1871–1945), österreichischer Maler
- Carl Lorenz (Radsportler) (1913–1993), deutscher Radrennfahrer
- Carl Lorenz (Maler, 1891) (1891–1978), deutscher Maler
- Charlotte Lorenz (1895–1979), deutsche Wirtschaftswissenschaftlerin
- Christian Lorenz (* 1966), deutscher Keyboarder
- Christian Gottlob Lorenz (1804–1873), deutscher Philologe, Pädagoge und Historiker
- Christiane Lorenz (* 1960), deutsche Flötistin und Dozentin

### D
- Danny Lorenz (* 1969), kanadischer Eishockeytorhüter
- David Lorenz (1856–1907), deutscher Maler
- David M. Lorenz, deutscher Drehbuchautor
- Deirdre Lorenz, US-amerikanische Schauspielerin, Filmproduzentin und Model
- Detlef Lorenz (1938–2019), deutscher Kulturhistoriker und Autor
- Detlef Lorenz (* 1947), deutscher Comicexperte und Autor
- Detta Lorenz (1908–1980), deutsche Leichtathletin
- Dieter Lorenz (* 1938), deutscher Rechtswissenschaftler
- Dietmar Lorenz (Mediziner, 1944) (* 1944), deutscher Chirurg
- Dietmar Lorenz (Judoka) (1950–2021), deutscher Judoka
- Dietmar Lorenz (Mediziner, 1955) (* 1955), deutscher Chirurg
- Dominique Lorenz (* 1966), deutsche Schauspielerin

### E
- Eberhard Lorenz (* 1942), deutscher Politiker (SPD)
- Edmund Lorenz (1858–1938), deutscher Schauspieler
- Eduard Lorenz Lorenz-Meyer (1856–1926), deutscher Unternehmer, Heraldiker und Kunstsammler
- Edward N. Lorenz (1917–2008), US-amerikanischer Meteorologe
- Egon Lorenz (1934–2019), deutscher Jurist und Hochschullehrer
- Einhart Lorenz (* 1940), deutsch-norwegischer Historiker
- Eleonore Lorenz (1895–1949), deutsche Lyrikerin
- Elias Lorenz (* 2006), österreichischer Fußballspieler
- Elisabeth Lorenz (1904–1996), deutsche Politikerin (SPD), MdA
- Emil Lorenz (Architekt) (1857–1944), deutscher Architekt
- Emil Lorenz (Kulturhistoriker) (1889–1962), österreichischer Schriftsteller, Übersetzer und Kulturhistoriker
- Erich Lorenz (Heimatforscher) (1894–1981), deutscher Heimatforscher
- Erich Lorenz (Oberst) (1905–1984), deutscher Offizier
- Ericka Lorenz (* 1981), US-amerikanische Wasserballspielerin
- Erik Lorenz (* 1988), deutscher Schriftsteller
- Erika Lorenz (1923–2003), deutsche Romanistin und Hispanistin
- Ernst Lorenz (Mediziner) (1901–1975), österreichischer Kinderarzt und Hochschullehrer
- Ernst Lorenz (Politiker, 1901) (1901–1980), deutscher Gewerkschafter und Politiker (SPD)
- Ernst Lorenz (Politiker, 1906) (1906–1963), deutscher Politiker (LDPD)
- Ernst Hugo Lorenz-Murowana (1872–1954), deutscher Restaurator und Maler
- Erwin Lorenz (1892–1970), deutscher Politiker (FDP)
- Euphrosina Lorenz (1636–1720), Äbtissin von Lichtenthal

### F
- Falko Lorenz (* 1940), deutscher Mathematiker
- Felix Lorenz (* 1967), deutscher Biologe und Malakologe
- Fiona Lorenz (1962–2014), deutsch-britische Sozialwissenschaftlerin
- Fjodor Karlowitsch Lorenz (Theodore K. Lorenz) (1842–1909), deutsch-russischer Vogelkundler
- Franz Lorenz (Schriftsteller, 1803) (1803–1883), österreichischer Arzt und Schriftsteller
- Franz Lorenz (Bürgermeister) (1897–1957), NSDAP-Bürgermeister der Gauhauptstadt Salzburg von 1938 bis 1943
- Franz Lorenz (Bobfahrer) (1897–1972), österreichischer Bobfahrer
- Franz Lorenz (Schriftsteller, 1901) (1901–1983), sudetendeutscher Publizist, Soziologe und Dichter
- Friedrich Lorenz (Priester) (1897–1944), deutscher katholischer Priester und Widerstandskämpfer
- Friedrich Lorenz (Autor) (1898–1964), österreichischer Schriftsteller und Journalist
- Friedrich Lorenz (Pädagoge) (1925–2012), deutscher Hochschullehrer in Güstrow
- Fritz Lorenz (Komponist) (1868–nach 1910), deutscher Komponist und Dirigent
- Fritz Lorenz (Zahnmediziner) (1899–1945), deutscher Zahnarzt, wegen NS-Kriegsverbrechen hingerichtet

### G
- Gabi Lorenz (* 1961), deutsche Volleyballspielerin
- Gabriele Lorenz, deutsche Schauspielerin
- Georg Lorenz (Journalist) (1897–1958), deutscher Journalist
- Georg Lorenz (Schauspieler) (1903–1947), österreichischer Schauspieler
- Gerald Lorenz (1937–2023), deutscher Politiker (SPD), Mitglied des Abgeordnetenhauses von Berlin
- Gerd Lorenz (* 1941), deutscher Pathologe
- Gerd Müller-Lorenz (* 1960), deutscher Dirigent
- Gerhard Lorenz (General) (1930–2015), deutscher Generalleutnant der NVA
- Gerhard Lorenz (Bauingenieur) (1933–2016), deutscher Bauingenieur und Ulmer Münsterbaumeister
- Gert Lorenz (1929–2015), deutscher Physiker und Manager
- Gertrud Lorenz, deutsche Kunstgewerblerin
- Gottfried Lorenz (* 1940), deutscher Lehrer und Autor
- Gottfried August von Lorenz (1776–1841), deutscher Rittergutsbesitzer und Amtshauptmann
- Günter Lorenz (General) (* 1932), deutscher Generalleutnant
- Günter Lorenz (Mörder) (* 1964/1965), österreichischer Mörder
- Günter W. Lorenz (* 1932), deutscher Schriftsteller, Journalist und Übersetzer
- Günther Lorenz (Eiskunstläufer) (1915–1999), deutscher Eiskunstläufer
- Günther Lorenz (Althistoriker) (1942–2013), österreichischer Althistoriker
- Gustav Lorenz (1846–1927), deutscher Veterinärmediziner

### H
- Haide Lorenz (1925–2004), deutsche Schauspielerin, Musicaldarstellerin, Synchron- und Hörspielsprecherin
- Hanns-Martin Lorenz (* 1962), deutscher Rheumatologe und Hochschullehrer
- Hans Lorenz (Maschinenbauingenieur) (1865–1940), deutscher Ingenieurwissenschaftler
- Hans Lorenz (1869–1964), deutsche Komödienautorin, siehe Margarete Paulick
- Hans Lorenz (Mediziner) (1873–1934), österreichischer Chirurg und Alpinist
- Hans Lorenz (Pädagoge) (1893–1977), deutscher Musikpädagoge
- Hans Lorenz (Autobahningenieur) (1900–1975), deutscher Straßenbauingenieur
- Hans Lorenz (Bauingenieur) (1905–1996), deutscher Bauingenieur und Hochschullehrer
- Hans Lorenz (Architekt) (1910–1997), Schweizer Architekt und Kantonsbaumeister
- Hans Lorenz (vor 1915–nach 1959), deutscher Humorist, siehe Schwabenhansl
- Hans Lorenz (Unternehmer) (1920–2006), deutscher Unternehmer
- Hans Lorenz (Politiker) (* 1954), deutscher Politiker (CDU), MdL Baden-Württemberg
- Hans Lorenz-Meyer (1861–1947), deutscher Bauingenieur
- Hans Eberhard Lorenz (* 1951), deutscher Richter
- Hans-Georg Lorenz (* 1943), deutscher Rechtsanwalt und Politiker (SPD)
- Hans-Joachim Lorenz (* 1943), deutscher Fernsehjournalist
- Heike Lorenz (* 1961), deutsche Politikerin (SED, PDS, Die Linke)
- Heiko Lorenz, deutscher Politiker, siehe Sächsische Volkspartei (2006)
- Heinrich Lorenz (Medailleur) (1810–1888), deutscher Medailleur
- Heinrich Lorenz (Politiker, 1862) (1862–1946), deutscher Genossenschaftler und Politiker (SPD), MdHB
- Heinrich Lorenz (Politiker, 1870) (1870–1947), deutscher Politiker (SPD), MdL Schaumburg-Lippe
- Heinrich Lorenz (Kapitän) (1898–1966), deutscher Kapitän
- Heinrich Lorenz-Liburnau (Heinrich Lorenz von Liburnau; 1869–1957), österreichischer Forstwirt
- Heinz Lorenz (Schriftsteller) (1888–1966), deutscher Schriftsteller
- Heinz Lorenz (Landrat) (1899–nach 1958), deutscher Landrat
- Heinz Lorenz (Stenograf) (1913–1985), deutscher Stenograf und Pressesekretär von Adolf Hitler
- Heinz Lorenz (Leichtathlet) (Heinz Helmut Lorenz, 1915–2013), tschechoslowakischer Leichtathlet
- Heinz Lorenz (Fußballspieler) (* 1929), deutscher Fußballspieler
- Hellmut Lorenz (* 1942), österreichischer Kunsthistoriker
- Helmut Lorenz (Fußballspieler, 1923) (* 1923), deutscher Fußballspieler
- Helmut Lorenz (Fußballspieler, 1969) (* 1969), österreichischer Fußballspieler
- Helmut Lorenz-Meyer (1908–1986), deutscher Wirtschaftsmanager
- Herbert Lorenz (Turner) (1910/1911–2001), deutscher Turner
- Herbert Lorenz (Künstler) (1916–2013), deutscher Maler, Grafiker und Bildhauer
- Herbert Lorenz (Archäologe) (* 1950), deutscher Archäologe
- Herdolor Lorenz (* 1953), deutscher Dokumentarfilmer
- Hermann Lorenz (Heimatforscher) (1860–1945), deutscher Studiendirektor, Archivar und Heimatforscher
- Hermann Lorenz (Gemeinschaft in Christo Jesu) (1864–1929), deutscher Begründer einer christlichen Gemeinschaft
- Hermann Lorenz (Henker) (1928–2001), deutscher Offizier im Justizvollzugsdienst
- Hermann Lorenz (* 1953), deutscher Regisseur, Drehbuchautor und Filmproduzent, siehe Herdolor Lorenz
- Holger Lorenz (* 1969), deutscher Triathlet

### I
- Ina S. Lorenz (* 1940), deutsche Historikerin
- Isabell Lorenz (* 1956), deutsche Übersetzerin

### J
- Jacob Lorenz (1883–1946), Schweizer Soziologe
- Jakob Lorenz (* 2001), liechtensteinischer Fußballspieler
- Jens Lorenz (* 1958), Dirigent und Hochschullehrer
- Jessica Lorenz (* 1978), US-amerikanische Goalballspielerin
- Joachim Lorenz (* 1956), deutscher Mineraliensammler und Mineraloge
- Jochen Lorenz (1949–2012), deutscher Drucker und Grafiker
- Johann Friedrich Lorenz (1737–1807), deutscher Mathematiker und Pädagoge
- Johann Georg Lorenz (1627–1689), deutscher Pädagoge
- Johann Gottfried von Lorenz († 1792), deutscher Rittergutsbesitzer und Industrieller
- Johann Michael Lorenz (1723–1801), deutscher Historiker
- Johannes Lorenz (Maler) (auch Hans Lorenz; um 1891–??), österreichischer Maler
- Johannes Lorenz (Politiker) (1901–1980), deutscher Politiker (GB/BHE), MdL Bayern
- Johannes Lorenz (Ingenieur) (1905–1996), deutscher Ingenieur  und Hochschullehrer
- Johannes Lorenz (Richter) (1907–nach 1970), deutscher Jurist und Richter
- Josef Lorenz (Eisenbahndirektor) (1796–1866), stellvertretender Vorsitzender und badisches Mitglied der Direktion der Main-Neckar-Eisenbahngesellschaft
- Josef von Lorenz (1814–1879), österreichischer Büchsenmacher und Waffentechniker
- Josef Lorenz (Unternehmer) (1861–1925), österreichisch-tschechischer Drogist und Unternehmensgründer
- Josef Lorenz (Architekt, 1903) (1903–1971), deutscher Architekt
- Josef Lorenz (Architekt, 1933) (* 1933), deutscher Architekt
- Josef Lorenz (Agrarwissenschaftler) (1938–2015), deutscher Agrarwissenschaftler und Hochschullehrer
- Joseph Lorenz (* 1960), österreichischer Schauspieler
- Joseph Roman Lorenz (1825–1911), österreichischer Volkswirt und Naturforscher
- Juliane Lorenz (* 1957), deutsche Filmeditorin, Regisseurin, Produzentin und Autorin
- Julius Lorenz (Flaschner) (1855–1923), deutscher Handwerker und Landtagsabgeordneter
- Julius Lorenz (Dirigent) (1862–1924), deutscher Chordirigent und Komponist
- Jürgen Lorenz (Journalist) (* 1929), deutscher Zeitungs- und Fernsehjournalist
- Jürgen Lorenz (Fußballspieler) (* 1993), estnischer Fußballspieler

### K
- Kai Lorenz (* 1966/1967), deutscher Basketballfunktionär
- Karin Lorenz-Lindemann (* 1938), deutsche Literaturwissenschaftlerin und Autorin
- Karl Lorenz (Philologe) (1845–nach 1902), deutscher Klassischer Philologe
- Karl Lorenz (Richter) (1868–1931), deutscher Jurist und Richter
- Karl Lorenz (Maler) (1888–1961), deutscher Maler und Dichter
- Karl Lorenz (General) (1904–1964), deutscher Generalmajor
- Karl Adolf Lorenz (1837–1923), deutscher Dirigent, Komponist und Musikpädagoge
- Karl Raimund Lorenz (1909–1996), österreichischer Architekt
- Karl Wilhelm Lorenz (1886–1918), deutscher Astronom
- Karoline Lorenz (1873–1924), deutsche Schriftstellerin
- Katharina Lorenz (Archäologin) (* 1974), deutsche Klassische Archäologin
- Katharina Lorenz (* 1978), deutsche Schauspielerin
- Kathleen Lorenz (* 1984), deutsche Skeletonpilotin
- Kavita Lorenz (* 1995), deutsche Eiskunstläuferin
- Kerstin Lorenz (1962–2005), deutsche Politikerin (REP, NPD)
- Kevin Lorenz (* 1979), deutscher Schauspieler
- Konrad Lorenz (1903–1989), österreichischer Verhaltensforscher
- Konrad Lorenz (Schriftsteller) (* 1942), deutscher Schriftsteller
- Konstanza Kavrakowa-Lorenz (1941–2005), deutsche Bühnenbildnerin, Puppengestalterin und Hochschullehrerin
- Kuno Lorenz (* 1932), deutscher Philosoph
- Kurt Lorenz (Schriftsetzer) (1903–1947), deutscher Schriftsetzer
- Kurt Lorenz (Künstler) (1914–1987), deutscher Maler und Karikaturist
- Kurt Lorenz (Mediziner) (1919–2009), deutscher Kinderarzt und Hochschullehrer
- Kurt Lorenz (Kameramann), deutscher Kameramann
- Kurt-Jürgen Lorenz (1951–1981), deutscher Fußballspieler

### L
- Leonard Lorenz (* 1948), österreichischer Bildhauer und Maler
- Lorenz Lorenz-Meyer (* 1956), deutscher Journalist und Hochschullehrer
- Lou Lorenz-Dittlbacher (Marielouise Lorenz-Dittlbacher; * 1974), österreichische Fernsehmoderatorin
- Lovis H. Lorenz (1898–1976), deutscher Journalist
- Ludvig Lorenz (1829–1891), dänischer Physiker
- Ludwig Lorenz (Kunsthistoriker) (1877–1921), deutscher Literatur- und Kunsthistoriker
- Ludwig von Lorenz-Liburnau (1856–1943), österreichischer Zoologe und Parasitologe

### M
- Manfred Lorenz (1929–2017), deutscher Sprachwissenschaftler und Hochschullehrer
- Marc Lorenz (* 1988), deutscher Fußballspieler
- Marcel Lorenz (* 1982), deutscher Rennrodler
- Marco Lorenz (Fußballspieler, 1966) (* 1966), schweizerischer Fußballspieler
- Marco Lorenz (Fußballspieler, 2003) (* 2003), neuseeländischer Fußballspieler
- Marcus Lorenz (* 1967), deutscher Hörfunkjournalist
- Maren Lorenz (* 1965), deutsche Historikerin
- Maria Lorenz-Bokelberg (* 1981), deutsche Podcastproduzentin
- Marita Lorenz (1939–2019), deutsche Geliebte von Fidel Castro
- Mark Lorenz (* 1965), deutscher Schlagersänger
- Martin von Lorenz (1748–1828), österreichischer Geistlicher und Beamter
- Martin Lorenz (* 1952), deutscher Künstler
- Matthias Lorenz (* 1964), deutscher Cellist
- Matthias N. Lorenz (* 1973), deutscher Kulturwissenschaftler
- Max Lorenz (Politiker) (1871–1907), deutscher Publizist und Politiker (SPD, NSV, RgS)
- Max Lorenz (Sänger) (1901–1975), deutscher Opernsänger (Tenor)
- Max Lorenz (Fußballspieler) (* 1939), deutscher Fußballspieler
- Max-Albert Lorenz (1886–1976), deutscher Politiker (NSDAP)
- Max Otto Lorenz (1876–1959), US-amerikanischer Mathematiker
- Maximilian Lorenz (* 1991), deutscher Koch
- Meinrad Lorenz (1880–1968), Schweizer Architekt
- Michael Lorenz (Geistlicher) (1828–1901), bayrischer römisch-katholischer Geistlicher und Klosteradministrator
- Michael Lorenz (Schauspieler) (1939–2023), deutsch-sorbischer Schauspieler und Regisseur
- Michael Lorenz (Fußballspieler, 1952) (* 1952), deutscher Fußballspieler
- Michael Lorenz (Physiker) (* 1957), deutscher Physiker
- Michael Lorenz (Musikwissenschaftler) (* 1958), österreichischer Musikwissenschaftler
- Michael Lorenz (Autor) (* 1963), deutscher Sachbuchautor
- Michael Lorenz (Fußballspieler, 1979) (* 1979), deutscher Fußballspieler
- Momme Lorenz (* 2003), deutscher Beachvolleyballspieler

### N
- Nadja Lorenz (* 1961), österreichische Rechtsanwältin und Menschenrechtlerin
- Nike Lorenz (* 1997), deutsche Hockeyspielerin
- Nikolaus Lorenz (1929–2016), deutscher Politiker (SPD)
- Nina Lorenz, wirklicher Name der deutschen Schauspielerin und Sängerin Nina Maleika (* 1981)

### O
- Oswald Lorenz (1806–1889), deutscher Musikschriftsteller und Komponist
- Otto Lorenz (Buchhändler) (1831–1895), Buchhändler und Verleger in Paris
- Otto Lorenz (Literaturwissenschaftler) (* 1951), deutscher Germanist und Literaturwissenschaftler
- Otto Ferdinand Lorenz (1838–1896), deutscher Architekt und preußischer Baubeamter
- Ottokar Lorenz (Historiker, 1832) (1832–1904), österreichisch-deutscher Historiker und Genealoge
- Ottokar Lorenz (Historiker, 1905) (1905–nach 1943), deutscher Wirtschaftshistoriker

### P
- Paul Lorenz (Mathematiker) (1887–1973), deutscher Mathematiker und Hochschullehrer
- Paul Lorenz (Politiker) (1896–1952), saarländischer Politiker (KPD)
- Paul Lorenz (Tiermediziner) (1900–1973), deutsch-israelischer Tiermediziner
- Paul Lorenz (Grafiker) (1911–2011), deutscher Maler, Grafiker und Illustrator
- Paul Lorenz (Komponist) (* 1969), österreichischer Komponist, Dirigent und Musikproduzent
- Paul Lorenz (Tänzer) (* 1987), russisch-deutscher Tänzer und Tanzsporttrainer
- Peter Lorenz (Architekt, 1867) (1867–1935), Schweizer Architekt und Kantonsbaumeister
- Peter Lorenz (1922–1987), deutscher Politiker (CDU)
- Peter Lorenz (Maler, 1942) (* 1942), deutscher Maler und Grafiker
- Peter Lorenz (Autor) (1944–2009), deutscher Schriftsteller und Fotograf
- Peter Lorenz (Maler, 1946) (* 1946), deutscher Maler, Grafiker und Musiker
- Peter Lorenz (Architekt, 1950) (* 1950), österreichischer Architekt
- Peter Lorenz (Architekt, 1955) (* 1955), deutscher Architekt
- Peter Lorenz (Kirchenmusiker) (* 1963), deutscher Pianist, Organist, Chorleiter und Kirchenmusiker
- Pia Lorenz (* 1978), deutsche Rechtsanwältin, Journalistin und Wirtschaftsjuristin

### R
- Regina Lorenz-Krause (* 1956), deutsche Pflege- und Sozialwissenschaftlerin
- Reinhard Lorenz (1883–nach 1938), deutscher Kaufmann
- Ricardo Lorenz (* 1961), venezolanischer Komponist und Musikpädagoge
- Richard Lorenz (Lehrer) (1847–1937), deutscher Lehrer, Turner und Heimatkundler
- Richard Lorenz (Maler) (1858–1915), deutschamerikanischer Pferde-, Landschafts- und Genremaler
- Richard Lorenz (Chemiker) (1863–1929), österreichischer Chemiker
- Richard Lorenz (Bobfahrer) (1901–??), österreichischer Bobfahrer
- Richard Lorenz (Historiker) (* 1934), deutscher Osteuropahistoriker
- Richard Lorenz (Botaniker) (* 1942), deutscher Botaniker
- Richard Lorenz (Schriftsteller) (* 1972), deutscher Schriftsteller
- Richard Lorenz (Ruderer) (* 1991), deutscher Ruderer
- Richard Ernst Lorenz-Mellenbach (1878–1950), deutscher Marinemaler
- Richard Lorenz (Schriftsteller) (* 1972), deutscher Schriftsteller
- Robert Lorenz (Landrat) (1872–1948), deutscher Verwaltungsbeamter und Rittergutsbesitzer
- Robert Lorenz, US-amerikanischer Filmregisseur und -produzent
- Roberto Lorenz (* 1984), deutscher Pianist und Komponist
- Roland Lorenz (1949–2021), deutscher Datenschutzbeauftragter
- Rolf Lorenz (1928–1996), deutscher Musiker (Oboist)
- Rolf Thomas Lorenz (* 1959), deutscher Komponist und Musikpädagoge
- Rüdiger Lorenz (Mediziner) (1932–2008), deutscher Neurochirurg
- Rüdiger Lorenz (Regisseur), deutscher Regisseur und Drehbuchautor
- Rüdiger Lorenz (Musiker), deutscher Musiker und Synthesizer-Pionier

- Rudolf Lorenz (Theaterwissenschaftler) (1866–1930), deutscher Theaterwissenschaftler
- Rudolf Lorenz (Heimatforscher) (1906–1979), deutscher Buchhändler und Heimatforscher
- Rudolf Lorenz (Theologe) (1914–2003), deutscher evangelischer Theologe
- Rudolf Lorenz (Sportmediziner) (* 1936), deutscher Sportmediziner und Hochschullehrer

### S
- Sabina Lorenz (* 1967), deutsche Autorin
- Sabine Lorenz (Schauspielerin, 1944) (* 1944), deutsche Schauspielerin
- Sabine Lorenz (Schauspielerin, 1972) (* 1972), deutsche Schauspielerin
- Sara Lorenz (* 1983), deutsche Sängerin und Songwriterin
- Siegfried Lorenz (Politiker, 1928) (1928–2014), deutscher Diplom-Kaufmann und Mitglied des Bayerischen Senats
- Siegfried Lorenz (Politiker, 1930) (* 1930), deutscher Politiker (SED)
- Siegfried Lorenz (Leichtathlet) (* 1933), deutscher Hammerwerfer
- Siegfried Lorenz (Sportwissenschaftler) (* 1935), deutscher Sportwissenschaftler und Hochschullehrer
- Siegfried Lorenz (Sänger) (1945–2024), deutscher Opernsänger (Bariton)
- Simon Lorenz (* 1997), deutscher Fußballspieler
- Sönke Lorenz (1944–2012), deutscher Historiker
- Stefan Lorenz (* 1981), deutscher Fußballspieler
- Steffen Lorenz (Manager) (1931–2020), deutscher Brauereimanager und IHK-Vorsitzender
- Steffen Lorenz (Fußballspieler) (* 1963), deutscher Fußballspieler
- Stephan Lorenz (* 1961), deutscher Rechtswissenschaftler
- Stephen R. Lorenz (* 1951), pensionierter General der US Air Force
- Susanne Lorenz (* 1969), deutsche Künstlerin und Hochschullehrerin
- Sven Lorenz (* 1979), deutscher Kraftdreikämpfer

### T
- Theodor Lorenz (1875–1909), deutscher Geologe, Paläontologe und Privatdozent
- Theodore K. Lorenz (1842–1909), deutsch-russischer Vogelkundler, siehe Fjodor Karlowitsch Lorenz
- Thomas Lorenz (Politiker) (1865–1945), österreichischer Politiker (SDAPÖ)
- Thomas Lorenz (Physiker) (* vor 1969), deutscher Physiker und Hochschullehrer
- Thomas Lorenz (Mathematiker) (* 1974), deutscher Mathematiker und Hochschullehrer
- Thomas Lorenz (Visagist), österreichischer Make-up-Artist und Hairstylist
- Thorsten Lorenz (* 1954), deutscher Medienpädagoge
- Thuri Lorenz (1931–2017), deutscher Klassischer Archäologe
- Tom Lorenz (* 1959), deutscher Komponist
- Tomaž Lorenz (1944–2016), jugoslawischer bzw. slowenischer Violinist
- Trey Lorenz (* 1969), US-amerikanischer Sänger and Songwriter

### U
- Ulrich Lorenz (1955–2013), deutscher Verwaltungsjurist und Politiker (SPD)
- Ulrike Lorenz (* 1963), deutsche Kunsthistorikerin und Museumsdirektorin
- Uwe Lorenz (Fußballspieler) (* 1955), deutscher Fußballspieler
- Uwe Lorenz (Politiker), deutscher Jugendfunktionär und Politiker, MdV

### V
- Valerie Lorenz-Szabo (1916–1996), österreichische Schriftstellerin
- Volker Lorenz (* 1941), deutscher Geologe

### W
- Waldemar Lorenz (1930–1984), deutscher Wirtschaftswissenschaftler und Hochschullehrer
- Walter Lorenz (Offizier) (1884–1975), deutscher Generalleutnant
- Walter Lorenz (Historiker) (1921–2007), deutscher Historiker und Archivar
- Walter Lorenz (Sozialwissenschaftler) (* 1947), deutscher Sozialwissenschaftler und Hochschullehrer
- Walter Josef Lorenz (* 1932), deutscher Biophysiker und Hochschullehrer
- Werner Lorenz (1891–1974), deutscher SS-General
- Werner Lorenz (Jurist) (1921–2014), deutscher Jurist
- Werner Lorenz (Politiker, 1925) (* 1925), deutscher Politiker (SED), MdV
- Werner Lorenz (Eishockeyspieler) (1937–2020), deutscher Eishockeyspieler
- Werner Lorenz (Politiker, 1939) (* 1939), deutscher Politiker (CDU), MdV
- Werner Lorenz (Historiker) (* 1953), deutscher Bauingenieur und Bauhistoriker
- Wiebke Lorenz (* 1972), deutsche Journalistin und Autorin
- Wilfried Lorenz (Segler) (* 1932), deutscher Segler
- Wilfried Lorenz (Mediziner) (1939–2014), deutscher Mediziner
- Wilfried Lorenz (Politiker) (* 1942), deutscher Politiker (CDU)
- Wilhelm Lorenz (1842–1926), deutscher Konstrukteur und Fabrikant
- Wilhelm Lorenz (Politologe) (1913–1992), deutscher Politologe, Ingenieur, Kaufmann und Werbewissenschaftler
- Wilhelmine Lorenz (1784–1861), deutsche Lehrerin und Schriftstellerin
- Willi Lorenz (1906–1990), deutscher Archivar und Kolumnist
- Willy Lorenz (Radsportler) (1890–1971), deutscher Radrennfahrer
- Willy Lorenz (Schriftsteller) (1914–1995), österreichischer Schriftsteller und Verleger
- Wolfgang Lorenz (Philosoph) (* 1931), deutscher Philosoph und Heimatforscher
- Wolfgang Lorenz (Jurist) (* 1944), deutscher Jurist
- Wolfgang Lorenz (Journalist) (* 1944), österreichischer Journalist, Publizist und Kunsthistoriker